# Peter Alexander
Peter Alexander Ferdinand Maximilian Neumayer (Viena, 30 de junio de 1926 - ibídem, 12 de febrero de 2011), conocido popularmente como Peter Alexander, fue un actor, cantante y showman austríaco. Alcanzó gran fama en los años 1950 Y 1960 gracias a sus apariciones en populares comedias de cine y a sus grabaciones, principalmente schlager y operetta. Más tarde, se dedicó a presentar programas de televisión. Su carrera musical en directo en los países de lengua alemana se extendió hasta 1991 y su carrera como presentador hasta 1996.

## Biografía
Peter Alexander nació en Viena el 30 de junio de 1926. Su padre fue Anton Neumayer, quien era asesor bancario y estaba casado con su madre Bertha (nacida Wenzlick), hija de un comerciante musical originario de Bohemia.
Durante la Segunda Guerra Mundial, Alexander fue un joven Luftwaffenhelfer (estudiante alistado en el ejército alemán) y miembro del Reichsarbeitsdienst (agencia de empleo) antes de ser destinado finalmente a la marina.
Después de la Segunda Guerra Mundial fue al Seminario Max Reinhardt para actores hasta 1948 para comenzar entonces su carrera de actuación. Consiguió papeles principales en varias comedias musicales, incluyendo Liebe, Tanz und 1000 Schlager y Peter schießt den Vogel ab. Grabó la operetta de Ralph Benatzky, Im weißen Rößl, cantando en el papel principal de Leopold Brandmeyer. En 1960 actuó en una versión de la operetta para el cine. Más tarde tuvo un papel protagonista en las películas de Count Bobby movies y las series de Lümmel. En los años 1970, Alexander comenzó una segunda carrera como presentador de televisión y showman. Su espectáculo musical, Die Peter Alexander Show, se emitió por televisión en blanco y negro entre 1963 y 1966. A partir de 1969, la cadena de televisión pública alemana ZDF comenzó a emitir una nueva versión en color hasta 1996.
Tras su muerte, Media Control le reconoció como el mayor artista de sencillos de todos los tiempos con 459 canciones en las listas de sencillos de Alemania. El sencillo "Und manchmal weinst du sicher ein paar Tränen" fue el que más tiempo se mantuvo con 34 semanas en las listas, mientras que otras dos canciones, "Der letzte Walzer" y "Liebesleid", alcanzaron el número 1.
Alexander se casó con Hilde Haagen en 1952 y tuvieron dos hijos, Susanne Neumayer-Haidinger (1958–2009), una artista, y Michael Neumayer (1963). Su esposa falleció en 2003.
Peter Alexander falleció el 12 de febrero de 2011, a los 84 años de edad, en su Viena natal.

## Filmografía
| Año  | Película                                                                        | Director                                        | Papel                                                                             |
| ---- | ------------------------------------------------------------------------------- | ----------------------------------------------- | --------------------------------------------------------------------------------- |
| 1948 | Der Engel mit der Posaune                                                       | Karl Hartl                                      | Visitante                                                                         |
| 1952 | Verlorene Melodie                                                               | Eduard von Borsody                              | Pianista                                                                          |
| 1952 | Königin der Arena                                                               | Rolf Meyer                                      | Cantante                                                                          |
| 1953 | Salto Mortale                                                                   | Viktor Tourjansky                               | Cantante                                                                          |
| 1953 | Die süßesten Früchte                                                            | Franz Antel                                     | Cantante                                                                          |
| 1953 | Drei von denen man spricht                                                      | Axel von Ambesser                               |                                                                                   |
| 1954 | Rosen aus dem Süden                                                             | Franz Antel                                     | Singer                                                                            |
| 1954 | Verliebte Leute                                                                 | Franz Antel                                     | Músico Karl Munk                                                                  |
| 1954 | Große Starparade                                                                | Paul Martin                                     | Cantante                                                                          |
| 1955 | Liebe, Tanz und 1000 Schlager                                                   | Paul Martin                                     | Cantante Peter Alexander                                                          |
| 1956 | Musikparade                                                                     | Géza von Cziffra                                | Cantante Peter Martin                                                             |
| 1956 | Bonjour Kathrin                                                                 | Karl Anton                                      | Estudiante de música Pierre                                                       |
| 1956 | Ein Mann muß nicht immer schön sein                                             | Hans Quest                                      | Cantante de jazz Peter Moll                                                       |
| 1956 | Kirschen in Nachbars Garten                                                     | Erich Engels                                    | Cantante                                                                          |
| 1957 | Liebe, Jazz und Übermut                                                         | Erik Ode                                        | Cantante de jazz Peter Hagen                                                      |
| 1957 | Das haut hin                                                                    | Géza von Cziffra                                | Estudiante, artista y cantante Toni Matthis                                       |
| 1957 | Die Beine von Dolores                                                           | Géza von Cziffra                                | Cantante                                                                          |
| 1958 | Münchhausen in Afrika                                                           | Werner Jacobs                                   | Maestro de música Peter von Münchhausen                                           |
| 1958 | Wehe, wenn sie losgelassen                                                      | Géza von Cziffra                                | Músico de jazz Peter Holunder                                                     |
| 1958 | So ein Millionär hat’s schwer                                                   | Géza von Cziffra                                | Heredero multimillonario Edward Collins                                           |
| 1959 | Peter schießt den Vogel ab                                                      | Géza von Cziffra                                | Portero Peter Schatz                                                              |
| 1959 | Schlag auf Schlag                                                               | Géza von Cziffra                                | Registrador Hugo Bartels                                                          |
| 1959 | Ich bin kein Casanova                                                           | Géza von Cziffra                                | Estudiante y mayordomo Peter Keller                                               |
| 1959 | Salem Aleikum también conocido como: Mein ganzes Leben ist Musik                | Géza von Cziffra                                | Maestro y músico amateur Peter Karmann                                            |
| 1960 | Kriminaltango                                                                   | Géza von Cziffra                                | Propietario de casa Peter Martens                                                 |
| 1960 | Ich zähle täglich meine Sorgen                                                  | Paul Martin                                     | Diseñador de moda Peter Hollmann                                                  |
| 1960 | Im weißen Rößl                                                                  | Werner Jacobs                                   | Camarero jefe Leopold Brandmeyer                                                  |
| 1961 | Season in Salzburg también conocido como: Wenn der Toni mit der Vroni           | Franz Josef Gottlieb                            | Waiter Heinz Doll                                                                 |
| 1961 | Die Abenteuer des Grafen Bobby                                                  | Géza von Cziffra                                | Conde Bobby (Robert) Pinelski                                                     |
| 1962 | Die Fledermaus                                                                  | Géza von Cziffra                                | Dr. Gabriel Eisenstein                                                            |
| 1962 | The Merry Widow                                                                 | Werner Jacobs                                   | Danilo                                                                            |
| 1962 | Hochzeitsnacht im Paradies                                                      | Paul Martin                                     | Estrella de operetta Dr. Ulrich Hansen                                            |
| 1962 | Das süße Leben des Grafen Bobby                                                 | Géza von Cziffra                                | Conde Bobby (Robert) Pinelski                                                     |
| 1963 | Charleys Tante                                                                  | Géza von Cziffra                                | Diplomático Dr. Otto Wilder                                                       |
| 1963 | Der Musterknabe                                                                 | Werner Jacobs                                   | Director ejecutivo Dr. Fritz Geyer                                                |
| 1963 | Schwejks Flegeljahre                                                            | Wolfgang Liebeneiner                            | Josef Schwejk                                                                     |
| 1964 | Hilfe, meine Braut klaut                                                        | Werner Jacobs                                   | Artista comercial Valentin Haase                                                  |
| 1964 | Und sowas muß um 8 ins Bett                                                     | Werner Jacobs                                   | Maestro Dr. Eduard Frank                                                          |
| 1965 | Das Liebeskarussell                                                             | Axel von Ambesser Rolf Thiele Alfred Weidenmann | Peter Sommer                                                                      |
| 1965 | Graf Bobby, der Schrecken des Wilden Westens                                    | Paul Martin                                     | Conde Bobby (Robert) Pinelski                                                     |
| 1966 | Bel Ami 2000 oder Wie verführt man einen Playboy?                               | Michael Pfleghar                                | Peter Knolle                                                                      |
| 1968 | Zum Teufel mit der Penne Part #2 of the series: Die Lümmel von der ersten Bank  | Werner Jacobs                                   | Reportero de televisión Dr. Peter Roland, Maestro suplente Dr. Wilhelm-Maria Tell |
| 1969 | Hurra, die Schule brennt! Part #4 of the series: Die Lümmel von der ersten Bank | Werner Jacobs                                   | Maestro Dr. Peter Bach                                                            |
| 1972 | Hauptsache Ferien                                                               | Peter Weck                                      | Maestro Dr. Peter Markus                                                          |

1. 1 2  Escena(s) no incluías en la versión final de la cinta.